# The Adventures of Barry McKenzie
Pour plus de détails, voir Fiche technique et Distribution.
The Adventures of Barry McKenzie est un film australien réalisé par Bruce Beresford, sorti en 1972. Une suite, Barry McKenzie Holds His Own est sortie en 1974.

## Synopsis
À la demande de son père dans son testament, Barry « Bazza » McKenzie, un Australien, part en Angleterre avec sa tante, Edna Everage.

## Fiche technique
- Titre : The Adventures of Barry McKenzie
- Réalisation : Bruce Beresford
- Scénario : Bruce Beresford et Barry Humphries
- Musique : Peter Best
- Photographie : Donald McAlpine
- Montage : William M. Anderson (en) et John Scott
- Production : Phillip Adams
- Société de production : Longford Productions
- Pays :  Australie
- Genre : Comédie
- Durée : 114 minutes
- Dates de sortie : 
  -  Australie : 12 octobre 1972

## Distribution
- Barry Crocker : Barry McKenzie
- Barry Humphries : tante Edna Everage / Hoot / Dr. DeLamphrey
- Dick Bentley : le détective
- Peter Cook : Dominic
- Avice Landone : Mme. Gort
- Dennis Price : M. Gort
- Joan Bakewell : elle-même
- Paul Bertram : Curly
- Margo Lloyd : Mme. McKenzie
- Jonathan Hardy : Groove Courtenay
- Maria O'Brien : Caroline Thighs
- Jenny Tomasin : Sarah Gort
- Christopher Malcolm : Sean
- Julie Covington : Blanche
- John Joyce : Maurie Miller
- Mary Ann Severne : Lesley
- Judith Furse : Claude

## Production
The Adventures of Barry McKenzie est le premier film réalisé par Bruce Beresford. Il a disposé d'un budget de 250 000 dollars australiens.